# Celsian
Celsian ist ein selten vorkommendes Barium-Alumosilikat-Mineral aus der Mineralklasse der Silikate und Germanate, genauer ein Gerüstsilikat (Tektosilikat) mit der chemischen Zusammensetzung Ba[Al2Si2O8]. Er kristallisiert im monoklinen Kristallsystem und entwickelt meist massive Ausbildungsformen, manchmal aber auch kurze, prismatische bis nadelige Kristalle im Zentimeterbereich.
Celsian ist Mitglied der großen Gruppe der Feldspäte und bildet mit Orthoklas als zweitem Endglied eine Mischreihe, deren Mischkristalle als Hyalophane bezeichnet werden.

## Etymologie und Geschichte
Das Mineral wurde 1895 erstmals in der Grube Jakobsberg, Nordmark/Värmland in Schweden gefunden und beschrieben. Benannt wurde es nach Anders Celsius (1701–1744), einem schwedischen Astronomen, Mathematiker und Physiker.

## Klassifikation
In der veralteten 8. Auflage der Mineralsystematik nach Strunz gehörte der Celsian zur Mineralklasse der „Silikate“ und dort zur Abteilung „Gerüstsilikate (Tektosilikate)“, wo er gemeinsam mit Hyalophan in der Gruppe „Bariumfeldspate“ mit der Systemnummer VIII/F.03b steht.
In der zuletzt 2018 überarbeiteten Lapis-Systematik nach Stefan Weiß, die formal auf der alten Systematik von Karl Hugo Strunz in der 8. Auflage basiert, erhielt das Mineral die System- und Mineralnummer VIII/J.06-060. Dies entspricht der Klasse der „Silikate“ und dort der Abteilung „Gerüstsilikate“, wo Celsian zusammen mit Buddingtonit, Hexacelsian, Hyalophan, Kokchetavit, Mikroklin, Orthoklas, Paracelsian, Rubiklin, Sanidin und Slawsonit eine unbenannte Gruppe mit der Systemnummer VIII/J.06 bildet.
Die von der International Mineralogical Association (IMA) zuletzt 2009 aktualisierte 9. Auflage der Strunz’schen Mineralsystematik ordnet den Celsian in die Klasse der „Silikate und Germanate“ und dort in die Abteilung „Gerüstsilikate (Tektosilikate) ohne zeolithisches H2O“ ein. Hier ist das Mineral in der Unterabteilung „Gerüstsilikate (Tektosilikate) ohne zusätzliche Anionen“ zu finden, wo es zusammen mit Adular, Anorthoklas, Buddingtonit, Hyalophan, Mikroklin, Orthoklas, Rubiklin und Sanidin die „Alkalifeldspate“ mit der Systemnummer 9.FA.30 bildet.
In der vorwiegend im englischen Sprachraum gebräuchlichen Systematik der Minerale nach Dana hat Celsian die System- und Mineralnummer 76.01.01.04. Das entspricht der Klasse der „Silikate“ und dort der Abteilung „Gerüstsilikate: Al-Si-Gitter“. Hier findet er sich innerhalb der Unterabteilung „Mit Al-Si-Gitter“ in der Gruppe „K (Na,Ba)-Feldspate“, in der auch Orthoklas, Sanidin, Hyalophan, Mikroklin, Anorthoklas, Rubiklin und Filatovit eingeordnet sind.

## Modifikationen und Varietäten
Eine weitere natürlich vorkommende Modifikation dieses Bariumalumosilicates ist Paracelsian, welches zwar ebenfalls monoklin kristallisiert, allerdings in einer anderen Raumgruppe.
Die hexagonale Modifikation Hexacelsian ist dagegen nur oberhalb von 1590 °C bis zum Schmelzpunkt (> 1700 °C) stabil und konnte bisher nicht als natürliches Mineral nachgewiesen, wohl aber synthetisch hergestellt werden.

## Bildung und Fundorte
Celsian entsteht durch Regional- oder Kontaktmetamorphose in mangan- bzw. bariumreichen Amphiboliten und tritt in Paragenese mit Baryt, Cymrit, Dolomit, Hausmannit, Hyalophan, Jakobsit, Muskovit, Paracelsian, Quarz, Rhodochrosit, Rhodonit, Rutil, Spessartin, Taramellit und Zoisit.
Fundorte in Schweden sind neben seiner Typlokalität Nordmark/Värmland noch Sundsvall in Medelpad und Nyköping in Södermanland.
Weltweit wurde Celsian bisher in New South Wales und Tasmanien in Australien; Lombardei, Piemont und Sardinien in Italien; Honshū und Shikoku in Japan; British Columbia in Kanada; Almaty in Kasachstan; Baja California in Mexiko; Otjozondjupa in Namibia; östliches Sibirien in Russland; und Värmland (Typlokalität) in Schweden; Kanton Wallis in der Schweiz; Mähren in Tschechien; in Schottland und Wales im Vereinigten Königreich (Großbritannien und Nordirland) sowie in Alaska, Arizona, Kalifornien, Nevada und New Jersey in den Vereinigten Staaten von Amerika.

## Kristallstruktur
Celsian kristallisiert im monoklin in der Raumgruppe I2/c (Raumgruppen-Nr. 15, Stellung 8) mit den Gitterparametern a = 8,62 Å; b = 13,08 Å; c = 14,41 Å und β = 115,1° sowie 8 Formeleinheiten pro Elementarzelle.